# Halitgaire
Halitgaire de Cambrai (latin Halitgarius ; mort en 830 ou 831) est de 817 à sa mort évêque de Cambrai. Il évangélise les Danes. Son pénitentiel connut une grande popularité dans le monde germanique jusqu'à la Renaissance.

## Biographie
En 822 ou 823, répondant à l'ordre de l'empereur carolingien Louis le Pieux et du pape Pascal Ier d'évangéliser les barbares du Nord, il partit avec l'archevêque Ebon de Reims et l'évêque Willerich de Brême (805–838) au Danemark. La mission fut un échec. En 823 il consacra l'église et les reliques de Saint Ursmar (alias Ursmer) à l'abbaye de Lobbes dans le Hainaut. Avec Amalaire de Metz, il rapporta à Louis le Pieux les conclusions du synode de Paris de 825 sur l'iconoclasme. En 828 l'empereur carolingien Louis l'envoya en ambassade à Constantinople.
Il assista au synode de Paris de 829, qui condamna l'usage de pénitentiels inadaptés. L'archevêque Ebon de Reims chargea Halitgaire de réécrire pour l'ensemble du diocèse métropolitain de Reims un pénitentiel fondé sur sa connaissance des Pères de l'Église pour mettre un terme aux hérésies contenues dans le précédent recueil. Il intitula ce pieux ouvrage : « De vitiis et virtutibus et ordine pœnitentialium » (autrefois attribué à Raban Maur). C'était là une tâche délicate, car la discipline et les pénitences professées jusque-là par les livres de piété celtiques étaient inconnues des Pères de l'Église. Halitgaire vint à bout de ce travail en 830, et mourut quelques mois plus tard. Son successeur à l'archevêché de Cambrai fut Thierry de Cambrai.